# Bikacápa
A bikacápa (Carcharhinus leucas) a porcos halak (Chondrichthyes) osztályának kékcápaalakúak (Carcharhiniformes) rendjébe, ezen belül a kékcápafélék (Carcharhinidae) családjába tartozó  Carcharhinus halnem egyik faja. Az agresszív fajokhoz tartozik, meglehetősen veszélyes emberre nézve is. A nevével ellentétben nem a bikafejűcápa-félék (Heterodontidae) családjába tartozik. Egyéb nevei: édesvízi szirtcápa vagy zambézi cápa.

## Előfordulása
A bikacápa kifejezetten sekély vízi faj, a melegebb vizeket kedveli. Előszeretettel tartózkodik a csupán néhány méter mély partközeli vizekben. Különösen kedveli a folyótorkolatok zavaros, kevésbé sós vizeit. A cápák világán belül szinte egyedülálló tulajdonsága, hogy képes elviselni a legszélsőségesebb sótartalom-ingadozást is. És bár nem édesvízi cápa, mint a folyami cápa (Glyphis glyphis), alkalmazkodik az édesvízhez, és mélyen felhatol a tengerbe ömlő folyókon. A Dél-Afrikában lévő Zambézi folyóban is gyakran látták, innen kapta az egyik nevét. A föld legbővizűbb folyójában, a Brazíliában található Amazonasban több mint 4000 km-re az óceántól is fogtak már ki bikacápát.

## Megjelenése
A bikacápa hossza átlagosan 160-320 centiméter, a hímek testhossza átlagosan 160-220 centiméter, míg a nőstényeké 180-320 centiméter; A hímek testtömege elérheti a 91 kilogrammot míg a nőstények akár a 318 kilogrammot is. A legnagyobb ismert bikacápa, 2009 táján a Dél-afrikai Köztársaságban kifogott példány testhossza meghaladta a 4 métert, tömegét 400-500 kilogrammra becsülik. A bikacápa testalkata robusztus, torpedó formájú. Az orr, azaz a rosztrum rövid, lekerekített, a hát magas, a faroknyél rövid. Az első hátúszó jól fejlett, háromszög alakú és hegyes csúcsban végződik. A második hátúszó jóval kisebb, a páros hasúszók alacsony háromszög formájúak. A mellúszók viszonylag hosszúak, sarló alakúak. A farokúszó erőteljes, aszimmetrikus. A felső lebeny közel háromszor hosszabb az alsó lebenynél. A hát szürke, illetve szürkésbarna színű, és éles átmenet nélkül megy át a has világosabb szürkésfehér színezetébe. A bikacápa szeme kicsi, a retina sárgás színű. A száj széles. A felső állcsontban lévő fogak koronája jóval keskenyebb az állkapocs széles, hajlított háromszög alakú és finoman fűrészes szélű fogainál. A bikacápának az összes kékcápaféléhez hasonlóan fejlett pislogóhártyája van.

## Életmódja
Ez a cápa megeszi a halakat, lábasfejűeket és akár a nála kisebb cápákat is. A folyókban megtámadja a csukákat, harcsákat és más ott élő halakat. A 4 méterre növő bikacápák elejtik a kisebb kajmánokat is.

## Szaporodása
Az ivarérett nőstények 11 hónapos vemhességi idő után 1-13 ivadékot hoznak világra. A bikacápa elevenszülő (viviparus) cápafaj. Az ivadékok születéskori testhossza 56-81 centiméter körüli. A fajnál jól ismert a kannibalizmus, ami miatt az ivadékok nincsenek biztonságban a felnőtt egyedektől. Az újszülött bikacápák ezért életük első szakaszát a rendkívül sekély vizű mangrove mocsarakban illetve a lagúnák biztonságos vizeiben töltik.

## Veszélyességi fokozata
A cápatámadási statisztikák szerint az emberre a harmadik legveszedelmesebb cápafaj. (A másik kettő a fehér cápa és a tigriscápa.) Elsősorban a sekély vízben úszkáló fürdőzők vannak legjobban kitéve a bikacápa támadásának. Légzőkészülékes búvárok ellen eddig csak egyetlen halálos kimenetelű bikacápatámadást ismerünk. (A végzetes incidens 2008. február 24-én a Bahama-szigeteken történt, egy szervezett, etetéses merülésen részt vevő osztrák búvár esett a támadás áldozatául.) Jó látótávolság mellett és etetési szituáción kívül a bikacápa közömbösen viselkedik a légzőkészülékes búvárokkal szemben.